# 大眾傳播工具
《大眾傳播工具》（拉丁語：Inter Mirifica）法令為梵蒂岡第二屆大公會議所發布的文獻之一，其正式名稱依照聖座文件的命名慣例取用其拉丁原文的首二個單詞來為該文件命名為「Inter Mirifica」，中文直譯為《大眾傳播》。該文件為梵蒂岡第二屆大公會議為當時影響力逐漸增加的大眾傳播工具的使用，以天主教教會的立場給予建議而著。其中讚賞了大眾傳播技術的發展，並對於將之用於傳教上表示開放與期待的態度。同時也對大眾傳播工具的不當利用提出勸告，並建議媒體受眾要省慎的接收資訊，和父母為孩子的視聽進行把關。並鼓勵媒體業界為善用大眾傳播工具而努力。
《大眾傳播工具》草案在梵二的第一會期內的1962年11月23日就被提出討論，由於原本草案的內容過於冗長，且有過多篇幅著重於倫理學與教會權利的描寫而有 超出主題之嫌，因此在11月26日的會議中表決將文件縮減為更簡潔的宣告。並將其他部分另做一篇供做申論的「牧靈訓示」此牧靈訓示最後在1971年完成，也就是〈溝通與發展〉此一牧函。。《大眾傳播工具》法令最後在第二會期的1963年11月25日完成對修定稿的表決。並在1963年12月4日由教宗保祿六世發布。

## 簡介
此法令除了緒言與結論外，另外分為兩章，分別描述對大眾傳播工具的使用準則，和教會如何使用大眾傳播工具來傳教。
緒言首先說明了大眾傳播工具的影響力，並表示此一工具的使用方式既可用於良善的方面，也可能因不當使用造成惡果。以此說明此一文件的目的，就是為了檢討相關議題而著。

### 〈善用傳播工具的規範〉
由於大眾傳播工具的便利性與教會傳福音的使命有益，因此文件鼓勵教會善用此類工具。然而，在使用大眾傳播工具時，梵二大公會議則認為有兩項必須注意的問題， 首先是採訪與報導，報導的內容固然必須真實與對社會有益，其報導方式也該是正確且不違反道德以及個人權益。其次是散播資訊時該注意的道德問題，梵二大公會議認為客觀道德秩序在大眾傳媒中必須獲得尊重，並且在視聽時要謹慎選擇。
梵二大公會議也呼籲傳播媒體的各類從業人士，應當體會到其所進行的重責大任。而政府也該為大眾傳媒為社會所謀求的公益而立法或是給予支持。

### 〈傳播工具與傳教〉
此章節表示了大眾傳媒對於傳教事業的益處，並呼籲教會主管人士以及各專業範圍的教友給予支持與協助。文件還列舉了出版物、電影、廣播和電視節目，還有戲劇的實用性。
並且對於製作者以及觀眾都應該進行對應的指導與安排，因此要培育包含教友在內的專業人才，和設立能提供良好服務的設施。同時梵二大公會議也呼籲教友能為教會的大眾傳播事業提供援助。
此外也會設立大眾傳播日，以及專門此一事務的委員會。並且在各國成立相關的委員會，在各教區由該地主教和主教團負責管理，但是要讓有專業素養的教友參與統籌，若是涉及跨國的大眾傳媒事務則另外由國際性的教會團體統籌，並受教宗管理。

### 〈結論〉
最後大公會議表示將會陸續徵詢專家發表相關的牧函為來關注此類事務，並呼籲各界人士善用大眾傳播工具，「一致協力使這項工具推動導向人類社會之幸福」。

## 背景
大眾傳播媒體對世界帶來的影響十分顯著，而羅馬天主教也注意到了這一類設備的便利性。教宗庇護十二世就曾經在1957年發表過《驚奇叫絕》通諭，表達對當時的大眾傳播媒體的關注，並呼籲這些媒體應當為公理而發聲。
另外義籍神父雅各·雅培理亦積極投身於教會大眾傳播的事業，他於1914年成立了一所印刷學校，並建立了保祿男修會；隔年又成立了保祿孝女會，之後陸續共有五個修會、四個善會團體以及一個贊助會。開始了被稱為保祿家庭的一群積極投身於天主教傳媒活動的團體。進行了廣播電台、印刷、電影等大眾傳播媒體的應用。雅培理神父本人亦以觀察員的身分受邀參與了梵二大公會議。

## 影響
雖然此法令並未在神學上提供新的發展，但是此法案為了天主教使用大眾傳媒來進行傳教或是信徒教育的工作奠立了基礎。法案中所提議的大眾傳播日，被定為天主教的特定節日，自1967年以來每年5月17日教宗都會針對大眾傳播發表文告。
原先在梵二大公會議中被提出的草案被精簡後，其被挪出的資料後來被交給專門小組重新編輯成了《溝通與發展》文告，並且在1971年5月24日由宗座大眾傳播委員會給予發表。此外作為前者的延伸在1992年2月22日宗座大眾傳播委員會也發布了《新時代》文告。